# Kênh Ba Hòn

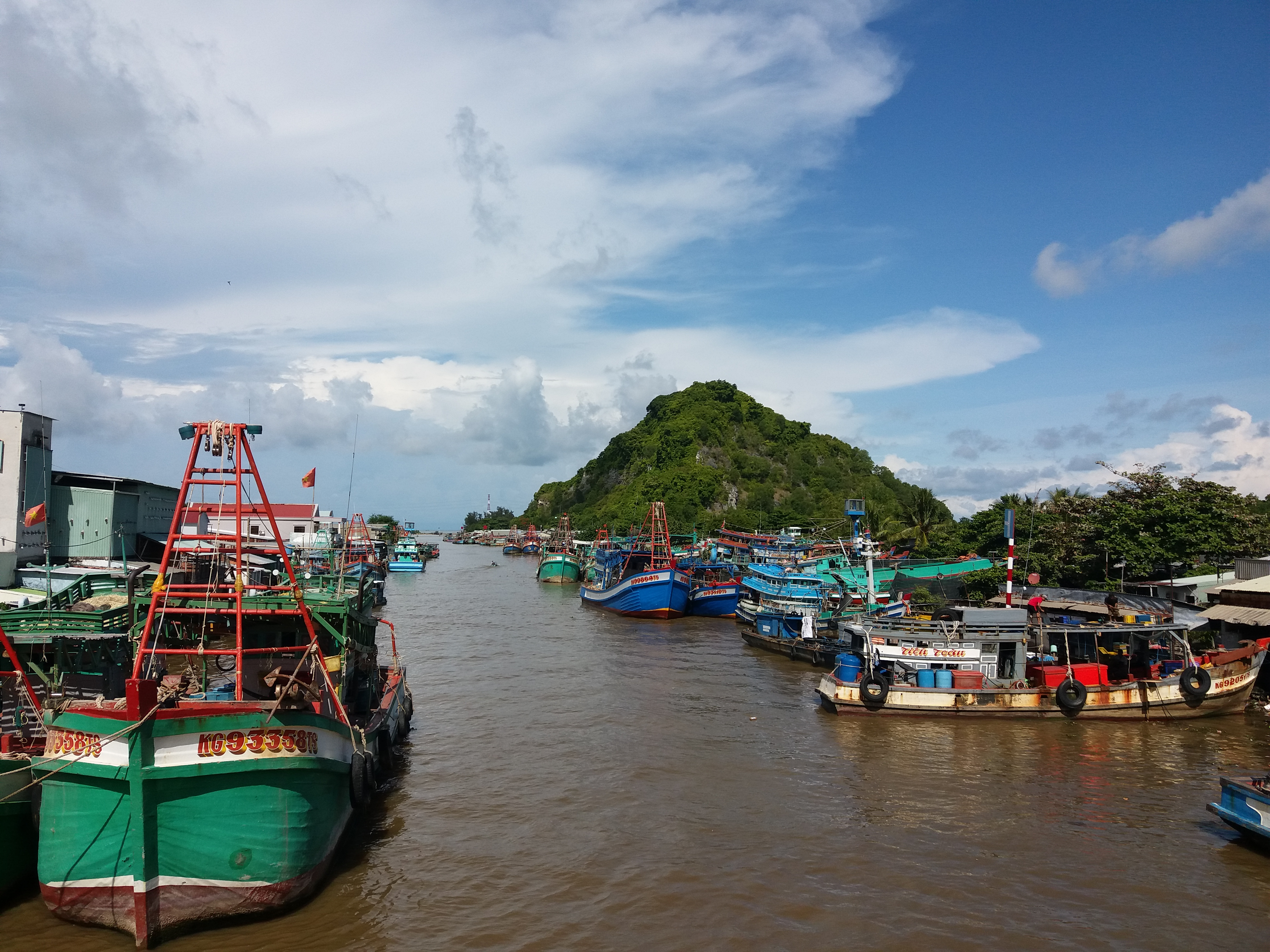
Kênh Ba Hòn, vị trí gần cửa kênh, từ xa là núi Ba Hòn.

Kênh Ba Hòn là kênh đào tại thị trấn Kiên Lương, huyện Kiên Lương tỉnh Kiên Giang. Kênh có chiều dài 8 km, chảy theo hướng Đông Bắc – Tây Nam từ ngã ba giao nhau với kênh Rạch Giá – Hà Tiên kéo dài đến cửa kênh ở tây nam, kênh đổ vào vịnh Ba Hòn. Kênh có bề rộng khoảng 50 mét, cửa kênh không mở rộng, bên trái là một mảng rừng phòng hộ, bên phải là núi Ba Hòn. Ngoại trừ núi Ba Hòn, dọc theo hai bên bờ kênh có nhiều ngọn núi thấp, tất cả đều bị khai thác đá làm xi măng, đã bị san phẳng hoàn toàn.
Tả ngạn kênh là Quốc lộ 80. Trên con kênh từ nội địa đổ ra vịnh Thái Lan gồm có các công trình: cầu Hòa Điền, cầu qua kênh trước Nhà máy Xi măng Hà Tiên 2, cống ngăn mặn Ba Hòn, cầu Ba Hòn. Có một âu tàu rộng 22 ha cạnh Nhà máy Xi măng Hà Tiên 2.

### Sách
- Anh Động (2010). Sổ tay địa danh Kiên Giang. Nhà xuất bản Đại học quốc gia Hà Nội. ISBN 9786046202912.